# 昂叙埃斯拉勒多讷
昂叙埃斯拉勒多讷（法語：Ensuès-la-Redonne，法語發音：[ɑ̃sɥɛs la ʁədɔn]）是法国罗讷河口省的一个市镇，属于伊斯特尔区。

## 地理
昂叙埃斯拉勒多讷（43°21'21"N, 5°12'15"E）面积25.83 平方千米，位于法国普罗旺斯-阿尔卑斯-蓝色海岸大区罗讷河口省，该省份为法国东南部沿海省份，北起沃克吕兹省，西接加尔省，南濒地中海，东临瓦尔省。
与昂叙埃斯拉勒多讷接壤的市镇（或旧市镇、城区）包括：卡里勒鲁埃、马蒂格新堡、日尼亚克拉内特、勒罗沃。

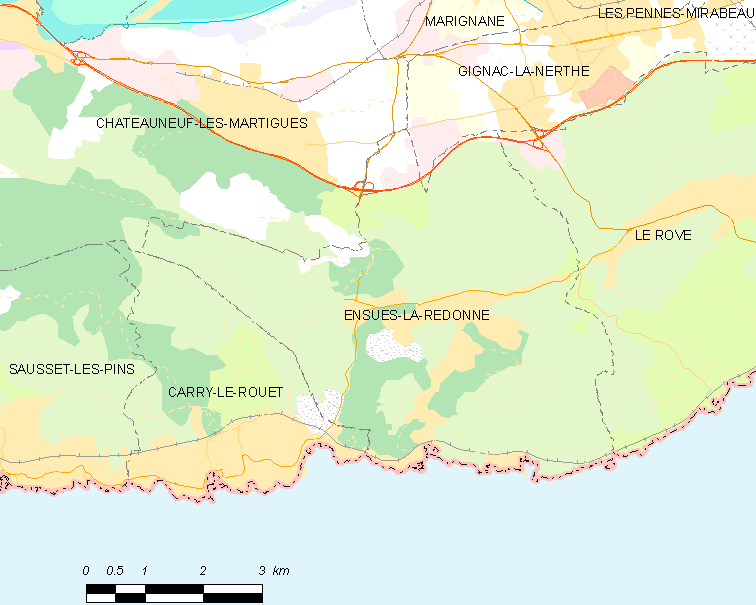
昂叙埃斯拉勒多讷的OSM定位图

昂叙埃斯拉勒多讷的时区为UTC+01:00、UTC+02:00（夏令时）。

## 行政
昂叙埃斯拉勒多讷的邮政编码为13820，INSEE市镇编码为13033。

## 政治
昂叙埃斯拉勒多讷所属的省级选区为马里尼亚讷县。

## 人口

1962-2008年间昂叙埃斯拉勒多讷人口变化图示

昂叙埃斯拉勒多讷于2022年1月1日时的人口数量为5796人。